# Orgelzentrum Valley
Het Orgelzentrum Valley is een museum in Valley in de Duitse deelstaat Beieren. Hier is een verzameling van 60 orgels te zien.

## Geschiedenis
Het centrum werd in 1987 opgericht en geleid door de kunsthistoricus en musicoloog Sixtus Lampl (geboren 1941). In 1983 kocht hij als senior conservator voor orgelerfgoed van het land Beieren het eerste kerkorgel, omdat dit orgel uit 1914 onverkoopbaar bleek. Nadat hij het had gerepareerd, kocht hij de ruïne van het Slot Valley. In twintig jaar tijd breidde hij de collectie uit die onderdak kreeg in drie historische panden die op de lijst van cultureel erfgoed staan. 
| Opslagdepot |  | Plafond met orgelpijpen |
| Opslagdepot |  | Plafond met orgelpijpen |

## Orgelcollectie (selectie)

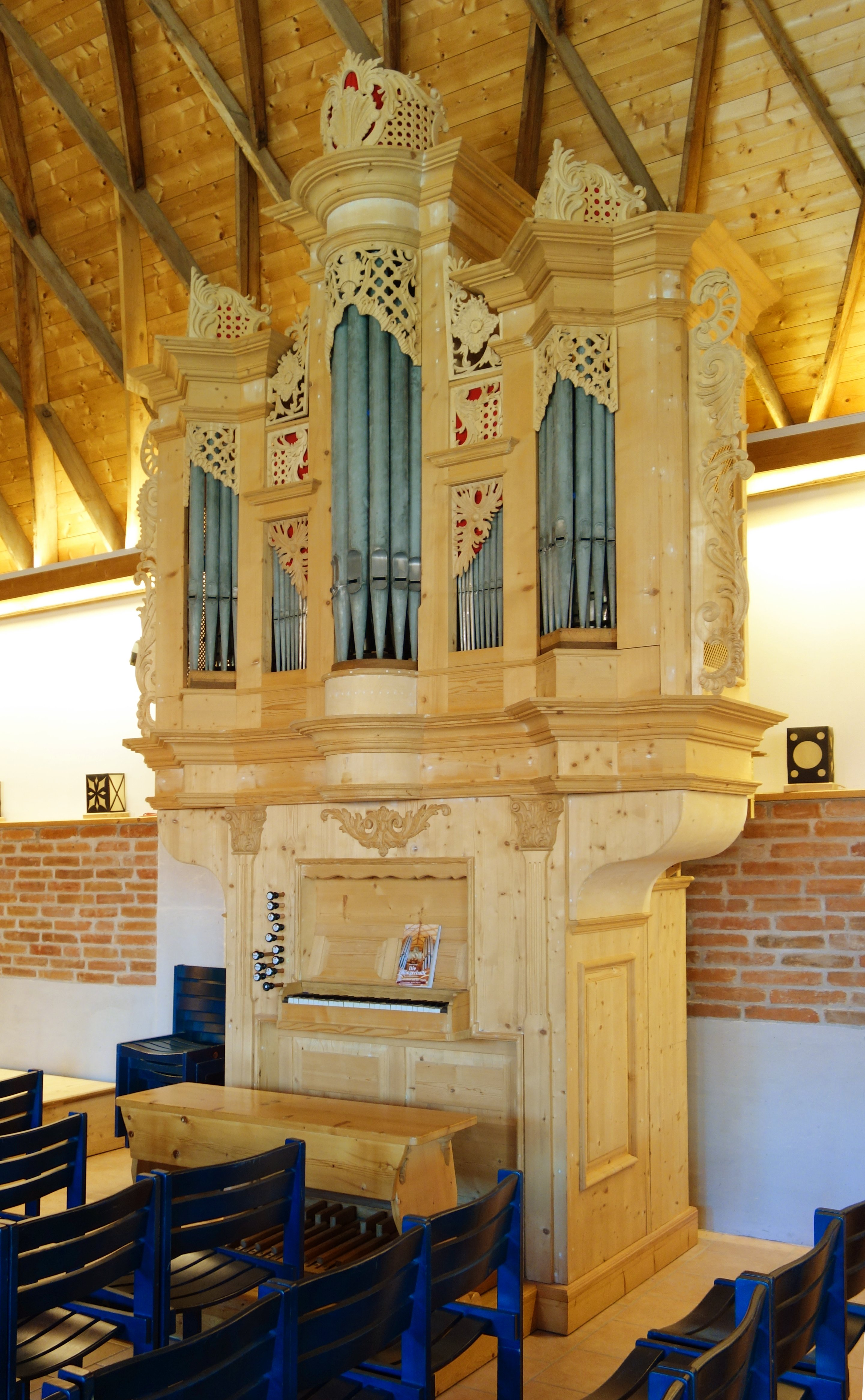
Anton Bayer, 1745
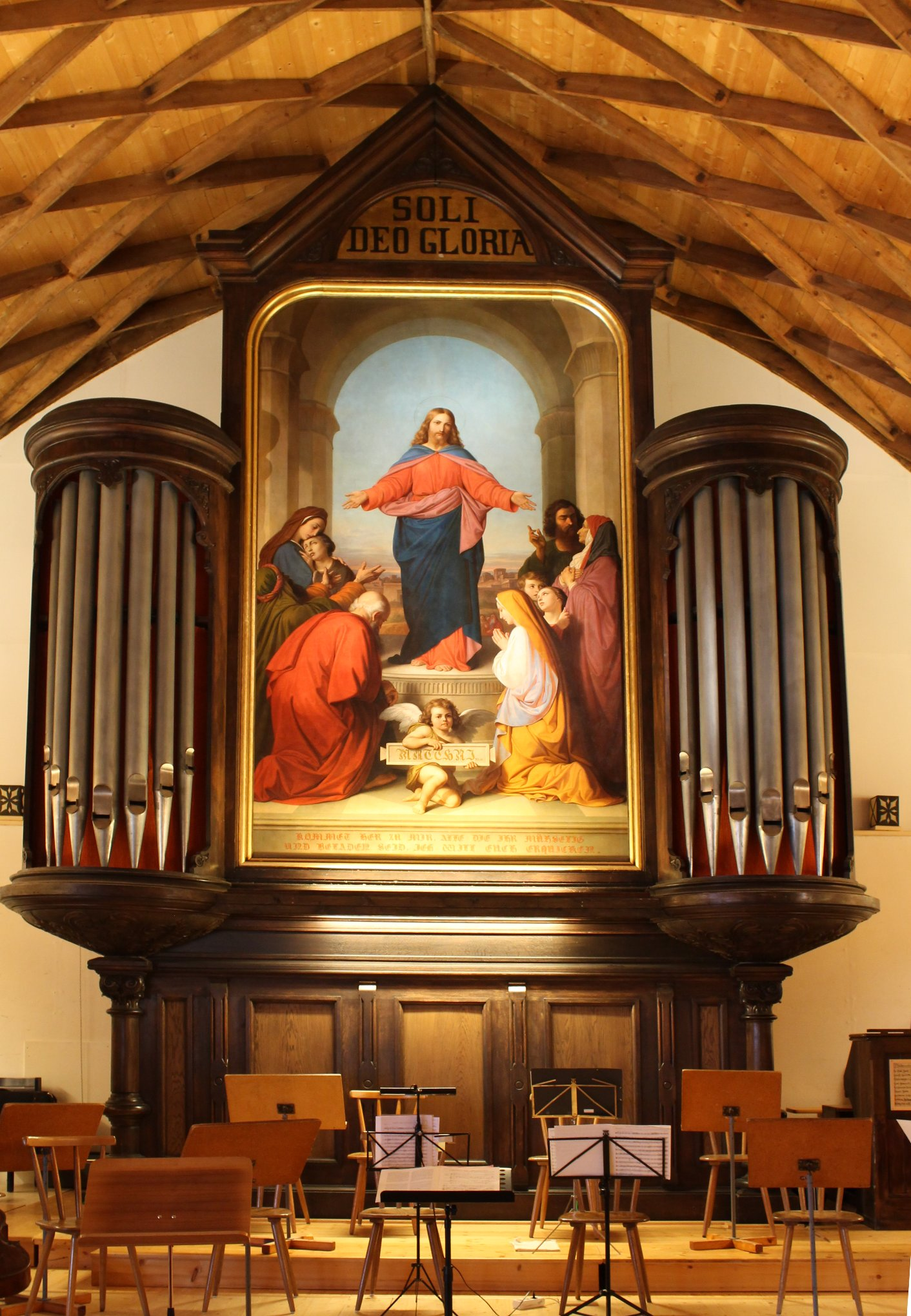
Ernst Röver, 1896
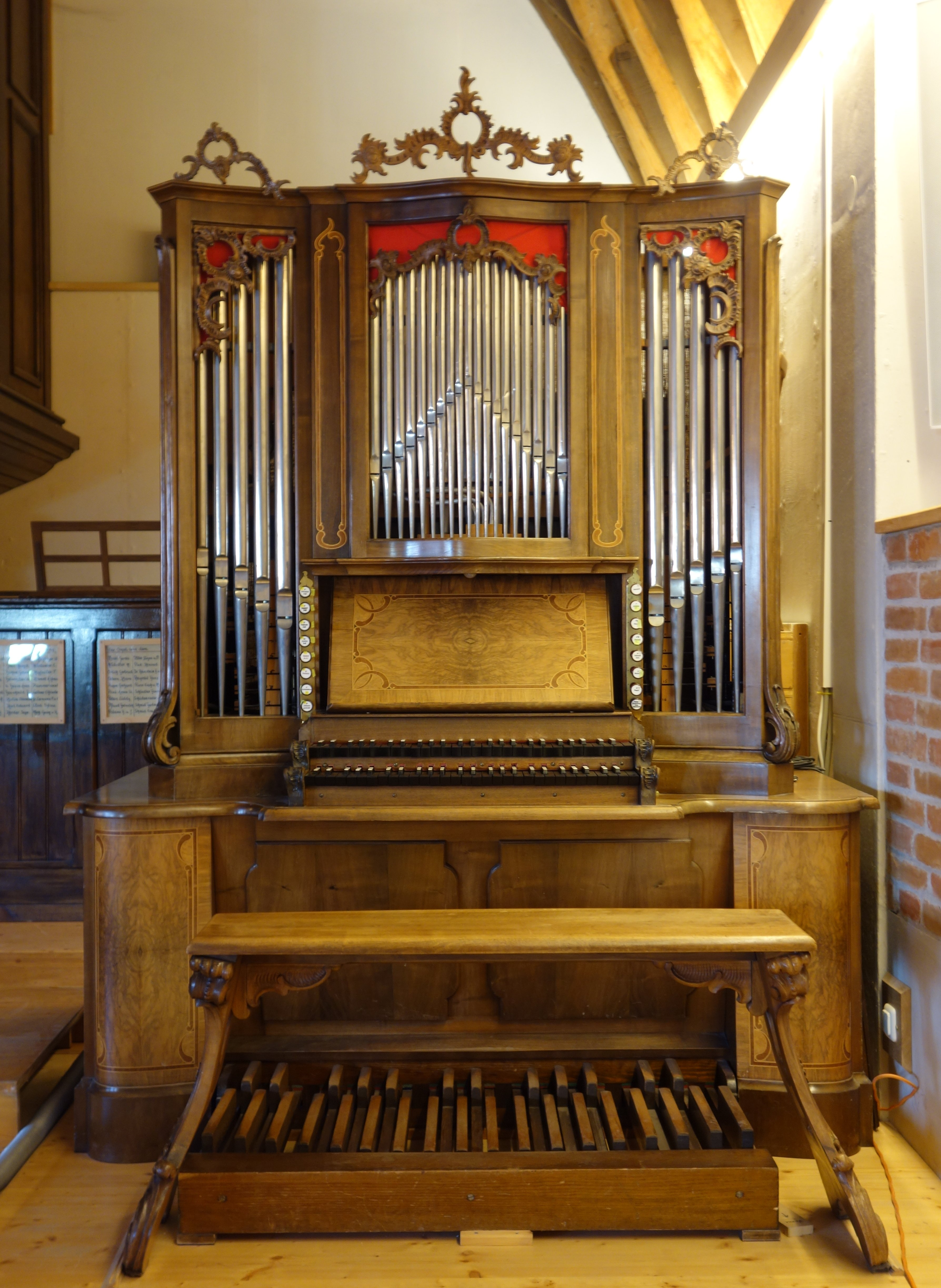
Hermann Eule, 1939